# Nicola Sole (poeta)
Nicola Sole (Senise, 30 marzo 1821 – Senise, 5 dicembre 1859) è stato un patriota e poeta italiano.

## Biografia
Nacque a Senise, provincia di Potenza, nel 1821 da Biagio Antonio e Raffaela Durso ma, a causa della prematura morte del padre, venne affidato e istruito dallo zio arciprete Giuseppe Antonio Sole. Nel 1831 venne mandato al seminario di Tursi, dove studiò fino al 1835. Nel 1836 iniziò a praticare studi di medicina, applicandosi prima presso San Chirico Raparo e poi a San Giorgio Lucano. All'età di 19 anni si trasferì a Napoli, studiando inizialmente medicina per poi passare a giurisprudenza, in cui conseguì la laurea nel 1845. 
Nel frattempo iniziò a dedicarsi alla letteratura ed a frequentare importanti salotti letterari dell'epoca, dove era predominante in politica la corrente neoguelfa di Gioberti. Si trasferì a Potenza dove iniziò ad esercitare la professione di avvocato. Una causa che lo rese celebre fu la difesa di una donna, Giulia Pavese, che uccise il suocero dopo aver subito abusi e riuscì a far assolvere l'accusata, sostenendo la tesi che il delitto era stato compiuto per ragioni d'onore.
Partecipò ai moti del 1848, acclamando pubblicamente la necessità della Costituzione. Caduto vittima della reazione di Ferdinando II, fu latitante tra il 1849 ed il 1852. Ma nel 1853, su invito del fratello sacerdote, si costituì chiedendo ed ottenendo l'amnistia. A causa di ciò venne emarginato dai suoi stessi compatrioti e si ritirò a Senise dove visse in completo isolamento, focalizzandosi sulla lettura e lo studio. In seguito rientrò a Napoli, dove continuò la professione di avvocato e la pubblicazione di poesie. Infine tornò definitivamente nel suo paese natale, dove morì nel 1859 a causa della tubercolosi.

## Opere
Autore di poesie e soprattutto di sonate, fra i suoi scritti si ricordano gli Affetti ed armonie giovanili del conte Francesco Genoino (1844), la versificazione italiana del Cantico dei Cantici del Vecchio Testamento (1855), i Pensieri poetici sulla eloquenza del foro penale (1856). Nicola Sole è anche l'autore de L'arpa Lucana, un libro di poesie edito nel 1848, e in cui manifesta la sua personalità patriottica, oltre ai Canti che, usciti nel 1858, vennero ripubblicati postumi, nel 1896, per cura di Bonaventura Zumbini. 
La lirica "Sulla tomba di Alessandro Poerio" venne definita da Marc Monnier come «uno dei più bei gridi di guerra che abbiano rimbombato in Italia». "Addio a Giuseppe Verdi" venne dedicata al compositore quando lasciò Napoli,  amareggiato per essersi visto negare la rappresentazione dell'opera Un ballo in maschera, considerata oltraggiosa dalla censura borbonica. Come ringraziamento, Verdi musicò una sua lirica: "La preghiera del poeta".
Gli ultimi periodi furono tristi. Sole, che già si alienò non poche simpatie dopo i moti falliti del 1848, venne aspramente criticato dai liberali per aver composto la "Danza Augurale" (musicata da Saverio Mercadante) per il matrimonio di Francesco II di Borbone e Maria Sofia di Baviera, eseguita alla presenza dei sovrani al San Carlo di Napoli nel luglio 1859. Forse le accuse di tradimento, forse l'accoglienza negativa dell'opera da parte dei letterati e forse la tubercolosi che lo affliggeva, lo spinsero a ritirarsi nel paese natio dove passò l'ultimo periodo della sua breve vita. Benché un personaggio controverso, ottenne il plauso di alcuni studiosi come Giacomo Zanella che, tra i poeti meridionali del suo tempo, «supera di gran lunga tutti gli altri per certa elaborata eleganza di verso, che piacque all'Aleardi di imitare». Il filosofo Edmondo Cione lo considerò «la più significativa figura del nazionalismo letterario e filosofico italiano».